# Zasady europejskiej polityki regionalnej
Zasady europejskiej polityki regionalnej – zasady wprowadzone w 1988 r., aby lepiej i skuteczniej zarządzać tą dziedziną. Do okresu programowania 2000-2006 obowiązywały cztery rodzaje zasad. Były to zasady: 
- generalne (do których należały zasady pomocniczości, koordynacji i elastyczności)
- organizacji (z zasadami programowania, partnerstwa, kompatybilności i spójności)
- finansowania (zasady koncentracji, dodawalności i komplementarności) oraz
- zasady oceny realizacji programów (zasady: monitorowania, ocen oraz kontroli finansowej).

Na lata 2007-2013 zachowano większość podstawowych zasad udzielania przez Unię Europejską wsparcia państwom członkowskim, które zmodyfikowano, inne (o charakterze horyzontalnym) przeniesiono z polityk wspólnotowych, aby mocniej podkreślić ich znaczenie w EPR, a część została wprowadzona jako zasady nowe. Do poprzednio obowiązujących, w większości zmodyfikowanych należą zasady: komplementarności, spójności, partnerstwa, dodatkowości i programowania.

## Zasady
Zasada komplementarności znaczy, że fundusze zapewniają pomoc, która uzupełni krajowe, w tym na poziomie regionalnym i lokalnym z uwzględnieniem priorytetów Wspólnoty.
Zasada spójności oznacza, że Komisja i państwa członkowskie zapewniają spójność funduszy z działaniami, politykami i priorytetami Wspólnoty oraz zachowują komplementarność z innymi wspólnotowymi instrumentami finansowymi.
Zasada koordynacji oznacza, że Komisja i państwa członkowskie, zgodnie ze swoimi kompetencjami są zobowiązane do zapewnienia koordynacji pomocy z funduszy, EFRROW (Europejski Fundusz Rolny na rzecz Rozwoju Obszarów Wiejskich), EFRR oraz interwencji EBI i innych istniejących instrumentów finansowych.
Zasada zgodności zapewnia zgodność operacji realizowanych z funduszy z postanowieniami Traktatu i aktów przyjętych na jego podstawie.
Zasada partnerstwa utrzymana bez zmian w zakresie ścisłej współpracy pomiędzy Komisją a każdym państwem członkowskim. Określa bardziej precyzyjnie zarówno definicję, jak i listę podmiotów będących partnerami w procesie konsultacji. Zasada ta propaguje także partnerstwo publiczno-prywatne.
Zasada dodatkowości zapewnia, że subwencje z funduszy strukturalnych nie zastępują publicznych wydatków strukturalnych lub równoważnych ponoszonych przez państwa członkowskie, a jedynie je uzupełniają (współfinansowanie) i rzeczywiście wpływają na gospodarkę. Poziom tych wydatków jest określany dla wszystkich regionów na okres programowania przez Komisję Europejską i dane państwo członkowskie. Zasada dodatkowości nie dotyczy FS, który w tym zakresie jest objęty zasadą warunkowości.
Zasada programowania polega na określeniu wieloletnich (np. lata 2007-2013) priorytetów na poziomie Unii Europejskiej i państwa członkowskiego, sposobu finansowania oraz systemu zarządzania i kontroli. Zasada ta ulega modyfikacji w stosunku do poprzedniego okresu, co pozwoliło nie tylko na dostosowanie funduszy do najważniejszych wyzwań strategicznych polityki spójności, ale i uproszczenie systemu programowania.
Zasada pomocniczości lub terytorialnego szczebla realizacji oznacza, że programy operacyjne powinny być realizowane na właściwym szczeblu terytorialnym w zależności od kompetencji, zgodnie z obowiązującym w danym państwie członkowskim systemem instytucjonalnym.